# Geniostoma erythrosperma
Geniostoma erythrosperma är en tvåhjärtbladig växtart som beskrevs av Henri Ernest Baillon. Geniostoma erythrosperma ingår i släktet Geniostoma och familjen Loganiaceae. Inga underarter finns listade i Catalogue of Life.